# Grant Hill
Grant Henry Hill (Dallas, Teksas, 5. listopada 1972.) američki je umirovljeni profesionalni košarkaš. Igrao je na poziciji niskog krila, a trenutačo radi kao televizijski komentator. U svojoj NBA karijeri igrao je još za Detroit Pistonse i Orlando Magice. Izabran je u 1. krugu (3. ukupno) NBA drafta 1994. od strane Detroit Pistonsa. Hill je poznat kao odličan all-around igrač, ali su ga ozljede spriječile da postane najbolje nisko krilo u povijesti NBA lige. Grant Hill je u braku s kanadskom pjevačicom Tamiom Washington, koja je 4 puta nominirana za Grammy nagradu. Zajedno imaju dvije kćerke.

## Rana karijera
Nakon sjajne srednjoškolske karijere, Hill je odlučio pohađati Sveučilište Duke. Za "Duke Blue Devilse" igrao je četiri godine i osvajio dva NCAA prvenstva 1991. i 1992., te su time Blue Devilsi postali prva momčad nakon UCLA 1973. koja je dvaput zaredom osvajala osvojila ovo prvenstvo. Nakon gubitka dvojice važnih igrača Christiana Laettnera i Bobbyja Hurleyja koji su otišli u NBA, Hill je još jednom predvodio Blue Devilse do finala 1994., u kojoj su na kraju izgubili. Hill je osvojio brojne nagrade od kojih nagradu za najboljeg obrambenog igrača "Henry Iba Corinthian" (1993.,1994.) i ACC nagradu za igrača godine. Tijekom svoje sveučilišne karijere, Hill je postao prvi igrač u ACC povijesti koji je sakupio 1.900 poena, 700 skokova, 400 asistencija, 200 ukradenih lopti i 100 blokada. Kao potvrda uspješne karijere, uprava sveučilišta umirovila je njegov dres brojem 33.

## NBA

### Detroit Pistons
Izabran je u 1. krugu (3. ukupno) NBA drafta 1994. godine od strane Detroit Pistonsa. U svojoj rookie sezoni prosječno je bilježio 19.9 poena, 6.4 skokova, 5 asistencija i 1.77 ukradenih lopti. Tako je postao prvi Pistons od Isiaha Thomasa koji je u rookie sezoni postigao najmanje 1000 poena. Sezonu je završio kao novak godine, ali je nagradu podijelio s Jasonom Kiddom. Postao je tek drugi Pistons koji je osvojio tu nagradu. Izabran je u All-NBA prvu petorku 1997., a u All-NBA drugu petorku 1996., 1998., 1999. i 2000. godine. Hill je redovito biran na All-Star, a kao novak je srušio rekord O'Neala po broju glasova za All-Star utakmicu. Tijekom sezone 1995./96., Hill je predvodio NBA u triple-double učincima. Sezona 1996./97. mu je bila najbolja dosada, prosječno je bilježio 21.4 poena, 9 skokova, 7.3 asistencija i 1.8 ukradenih lopti, te je također predvodio ligu u triple-double učincima. Sezonu je završio treći u poretku za najkorisnijeg igrača lige. U skraćenoj sezoni 1998./99., Hill je svoju momčad predvodio u poenima, skokovima i asistencijama, te se pridružio velikanima kao što su Chamberlain i Baylor kao jedinim igračima koji su svoju momčad u više navrata predvodili u tim kategorijama. U sezoni 1999./00. prosječno je bilježio 25.8 poena, 6.6 skokova i 5.2 asistencije, šutirajući 48% iz igre.  Unatoč sjajnim brojkama Granta Hilla Pistonsi nisu mogli otići daleko u doigravanju, ili ga nisu ni ostvarili. 15. travnja 2000., 7 dana prije doigravanja, Hill je u utakmici protiv 76ersa iščašio zglob. Hill je unatoč ozlijeđenom zglobu odlučio igrati protiv Heata u prvom krugu doigravanja. U drugoj utakmici serije ozljeda se pogoršala i morao je napustiti utakmicu. Poslije je trebao biti izabran na Olimpijske igre u Sydneyu 2000. godine, ali ga je ta ozljeda spriječila sudjelovanja na velikom natjecanju. Kasnije se ta ozljeda u pokazala ključnom za njegovu još uspješniju karijeru. Prije ozljede zgloba, Hill je postigao 9 393 poena, 3 417 skokova i 2 720 asistencija, te se pridružio Larrjyu Birdu i Oscaru Robertsonu kao jedinim igračima koji su ostvarili te brojke nakon šest sezona u NBA ligi.

### Orlando Magic
3. kolovoza 2000., Hill je bio prisiljen na zamjenu u Orlando Magice. Mijenjan je za Bena Wallacea i Chuckya Atkinsa. Uprava Orlanda se nadala da će tom zamjenom i dovođenjem mlade zvijezde Tracya McGradya iz Raptorsa vratiti Orlando u vrh NBA lige. Hill se nastavio mučiti s ozljedom zgloba, te je u prvoj sezoni odigrao samo četiri utakmice, u drugoj četrnaest, a u trećoj samo dvadeset i devet utakmica. Cijelu četvrtu sezonu bio je izvan stroja. U ožujku 2003. godine, Hill se podvrgnuo zahtjevnoj operaciji zgloba. Pet dana nakon operacije, Hill je dobio temperaturu 40.3 °C te je hitno prevezen u bolnicu. Uzrok toga je bila infekcija zgloba od koje je Hill skoro umro. U bolnici je proveo jedan tjedan i bio prisiljen piti antibiotike šest mjeseci. U sezoni 2004./05. Hill se vratio potpuno spreman te je odigrao 67 utakmica, a tijekom sezone prosječno je bilježio 19.7 poena. Izabran je na All-Star utakmicu te je predvodio Istok do pobjede. Na kraju sezone dobio je nagradu za sportsku osobu godine. Tijekom sezone 2005./06. ozljeda prepona ga je spriječila da igranja te je zbog toga odigrao samo 21 utakmicu. Hill je dobio bruh diska zbog prevelikog pritiska na zglob dok je trčao. Otišao je na operaciju, te rekao da ako bude morao ići na još jednu operaciju da prekida karijeru. Tijekom sezone 2006./07. Hill se vratio i odigrao samo 65 utakmica zbog problema sa zglobom i koljenom. Sezonu je završio sa 14.4 poena, 3.6 skokova i 2.1 asistencije po utakmici. Orlando je osmim mjestom izborio doigravanje i Hill se u doigravanje vratio prvi puta nakon 2000. godine. U prvom krugu doigravanja Pistonsi su ih bez većih problema savladali s 4-0 u seriji. Hill je razmišljao o prekidu karijere ili o novom klubu.

### Phoenix Suns
U srpnju 2007., Hill je postao slobodnim igračem. Ubrzo je potpisao za Sunse te postao važan dio momčadi. Odigrao je 70 utakmica i prosječno bilježio 13.1 poen, 5 skokova i 2.9 asistencija. U sezoni 2008./09., Hill je odigrao sve 82 utakmice regularnog dijela sezone te prosječno bilježio 12 poena, 4.9 skokova i 2.3 asistencije. Unatoč unosnim ponudama drugih klubova, 11. srpnja 2009. Hill je potpisao novi dvogodišnji ugovor sa Sunsima vrijedan 6.2 milijuna dolara.

## NBA statistika

### Regularni dio
| Godina    | Klub    | Odig. uta. | Uta. poč. | Min. | 2P%  | 3P%   | Sl. bac.% | Skok. | Asist. | Ukr. lop. | Blok. | Poena |
| --------- | ------- | ---------- | --------- | ---- | ---- | ----- | --------- | ----- | ------ | --------- | ----- | ----- |
| 1994./95. | Detroit | 70         | 69        | 38.3 | .477 | .148  | .732      | 6.4   | 5.0    | 1.8       | .9    | 19.9  |
| 1995./96. | Detroit | 80         | 80        | 40.8 | .462 | .192  | .751      | 9.8   | 6.9    | 1.2       | .6    | 20.2  |
| 1996./97. | Detroit | 80         | 80        | 39.3 | .496 | .303  | .711      | 9.0   | 7.3    | 1.8       | .6    | 21.4  |
| 1997./98. | Detroit | 81         | 81        | 40.7 | .452 | .143  | .740      | 7.7   | 6.8    | 1.8       | .6    | 21.1  |
| 1998./99. | Detroit | 50         | 50        | 37.0 | .479 | .000  | .752      | 7.1   | 6.0    | 1.6       | .5    | 21.1  |
| 1999./00. | Detroit | 74         | 74        | 37.5 | .489 | .347  | .795      | 6.6   | 5.2    | 1.4       | .6    | 25.8  |
| 2000./01. | Orlando | 4          | 4         | 33.3 | .442 | 1.000 | .615      | 6.3   | 6.3    | 1.2       | .5    | 13.8  |
| 2001./02. | Orlando | 14         | 14        | 36.6 | .426 | .000  | .863      | 8.9   | 4.6    | .6        | .3    | 16.8  |
| 2002./03. | Orlando | 29         | 29        | 29.1 | .492 | .250  | .819      | 7.1   | 4.2    | 1.0       | .4    | 14.5  |
| 2004./05. | Orlando | 67         | 67        | 34.9 | .509 | .231  | .821      | 4.7   | 3.3    | 1.5       | .4    | 19.7  |
| 2005./06. | Orlando | 21         | 17        | 29.2 | .490 | .250  | .765      | 3.8   | 2.3    | 1.1       | .3    | 15.1  |
| 2006./07. | Orlando | 65         | 64        | 30.9 | .518 | .167  | .765      | 3.6   | 2.1    | .9        | .4    | 14.4  |
| 2007./08. | Phoenix | 70         | 68        | 31.7 | .503 | .317  | .867      | 5.0   | 2.9    | .9        | .8    | 13.1  |
| 2008./09. | Phoenix | 82         | 68        | 29.8 | .523 | .316  | .808      | 4.9   | 2.3    | 1.1       | .7    | 12.0  |
| Ukupno    |         | 787        | 765       | 35.7 | .486 | .278  | .764      | 6.6   | 4.7    | 1.4       | .6    | 18.5  |
| All-Star  |         | 6          | 6         | 22.2 | .571 | .500  | .545      | 2.5   | 3.2    | 1.2       | .2    | 10.5  |

### Doigravanje
| Godina    | Klub    | Odig. uta. | Uta. poč. | Min. | 2P%  | 3P%  | Sl. bac.% | Skok. | Asist. | Ukr. lop. | Blok. | Poena |
| --------- | ------- | ---------- | --------- | ---- | ---- | ---- | --------- | ----- | ------ | --------- | ----- | ----- |
| 1995./96. | Detroit | 3          | 3         | 38.3 | .564 | .500 | .857      | 7.3   | 3.7    | 1.0       | .0    | 19.0  |
| 1996./97. | Detroit | 5          | 5         | 40.6 | .437 | .000 | .718      | 6.8   | 5.4    | .8        | 1.0   | 23.6  |
| 1998./99. | Detroit | 5          | 5         | 35.2 | .457 | .000 | .813      | 7.2   | 7.4    | 2.0       | .4    | 19.4  |
| 1999./00. | Detroit | 2          | 2         | 27.5 | .375 | .500 | .900      | 5.5   | 4.5    | .5        | .0    | 11.0  |
| 2006./07. | Orlando | 4          | 4         | 35.8 | .500 | .000 | .667      | 5.5   | 3.8    | .5        | .2    | 15.0  |
| 2007./08. | Phoenix | 3          | 2         | 22.7 | .455 | .000 | 1.000     | 5.3   | 1.0    | .7        | .3    | 3.7   |
| Ukupno    |         | 22         | 21        | 34.5 | .465 | .400 | .752      | 6.4   | 4.6    | 1.0       | .4    | 16.6  |

## Vanjske poveznice
- Službena stranica
- Profil na NBA.com
- Profil  Arhivirana inačica izvorne stranice od 28. ožujka 2014. (Wayback Machine) na Basketball-Reference.com